# البحرين في الألعاب البارالمبية الصيفية 1992
تنافس البحرين في دورة الألعاب البارالمبية الصيفية 1992 في برشلونة بإسبانيا. حقق الرياضيون الأربعة للبحرين ميدالية برونزية واحدة واحتل البحرين المركز الخمسين في جدول الميداليات مع خمسة بلدان أخرى.